# Tyne and Wear
Tyne and Wear – hrabstwo ceremonialne i metropolitalne w północno-wschodniej Anglii, w regionie North East England. Hrabstwo obejmuje obszar metropolitalny położony nad ujściami rzek Tyne i Wear do Morza Północnego, w tym konurbację Tyneside. Utworzone zostało w 1974 roku na pograniczu historycznych hrabstw Northumberland i Durham.
Powierzchnia hrabstwa wynosi 540 km², a liczba ludności – 1 128 757 (2016). Największym miastem hrabstwa jest Newcastle upon Tyne, który do czasu likwidacji rady hrabstwa w 1986 roku był ośrodkiem administracyjnym. Dwa miasta w hrabstwie posiadają status city – Newcastle oraz Sunderland. Innymi większymi miastami Tyne and Wear są Tynemouth, South Shields, Gateshead oraz Washington.
Na północy Tyne and Wear graniczy z hrabstwem Northumberland a na południu z Durham.

## Podział administracyjny
W skład hrabstwa wchodzi pięć dystryktów.
1. Gateshead
2. Newcastle upon Tyne
3. North Tyneside
4. South Tyneside
5. Sunderland